# أيمن أسو
أيمن كمال أسو (مواليد 28 مارس 2000، لاعب كرة قدم فرنسي من مواليد بطليوس في إسبانيا يجيد اللعب في الوسط . 
لعب في الفئات السنية في نادي موناكو و لعب في الفريق الثاني في أولمبيك مارسيليا ونادي الفجيرة .